# Bogusław Samborski

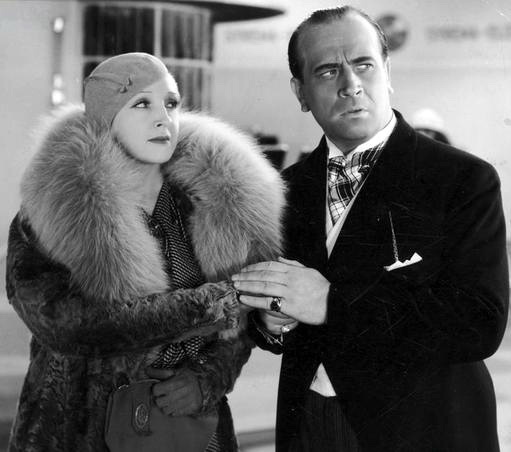
Bogusław Samborski

Bogusław Samborski, beim deutschen Film als Gottlieb Sambor tätig (* 14. April 1897 in Warschau, Russisches Kaiserreich; † 1971 in Argentinien) war ein polnischer Schauspieler.

## Leben und Wirken
Samborski hatte seit dem Verlassen der Schule 1913, als ihn Arnold Szyfman ans Polnischen Theater in Warschau holte, auf der Bühne gestanden. In den Jahren 1914–1915 studierte er an der Schauspielschule der Warschauer Musikgesellschaft. 1916 trat er im Bi-Ba-Bo-Kabarett auf. In den Jahren 1918–1919 spielte er an Stadttheatern von Krakau und Łódź. Als Soldat der Freiwilligenarmee nahm er am Krieg gegen die sowjetischen Bolschewisten teil. In der Zwischenkriegszeit war er überdies erneut Schauspieler am Polnischen Theater in Warschau. Er trat auch als Gast in den Theatern Rozmaitości und Mały in Warschau sowie an den Bühnen der Theater in Lemberg, Krakau, Posen und Lublin auf. Seit Beginn der 20er Jahre kamen auch Aufgaben vom Film hinzu. Samborski verkörperte Polizeioffiziere, Bankkassierer, Professoren, Chirurgen und Direktoren in Filmen, die fast nie ins Ausland gelangten. Dabei handelte es sich zumeist um tragende Nebenrollen, nur ganz selten um Hauptrollen wie 1929 der Titelheld in dem späten Stummfilm Policmajster Tagiejew.
Infolge der Besetzung Polens im Herbst 1939 durch die deutsche Wehrmacht brach seine Film- wie Theaterkarriere wie die aller polnischer Künstler zunächst schlagartig in sich zusammen. Anders als das Gros seiner Kollegen entschied sich Samborski jedoch zur Kollaboration mit der Besatzungsmacht – gemutmaßt wird als Grund die Tatsache, dass Samborskis Frau jüdisch war und er sie mit der Zusammenarbeit schützen wollte. Daraufhin erhielt Samborski sporadisch Rollen in deutschen Filmproduktionen angeboten. Übernahm er in dem Hetzfilm Heimkehr 1941 unter seinem eigentlichen Namen noch die kleine Rolle eines Bürgermeisters, so wirkte er in seinen beiden nachfolgenden reichsdeutschen Produktionen – inzwischen germanisiert zu Gottlieb Sambor – mit sehr viel größeren Rollen mit: In dem im Holzfäller- und Sägewerksmilieu spielenden Liebes- und Sittenroman aus dem Böhmerwald, Am Ende der Welt, aus der Hand des Heimkehr-Regisseurs Gustav Ucicky übernahm er gleich hinter den beiden Hauptdarstellern Brigitte Horney und Attila Hörbiger die tragende Rolle des Stefan Grabowski. Kurz vor Kriegsende, im Januar 1945, wurde Sambor nach Prag beordert, um dort mit dem Maler und Geldfälscher Graf Gortschakoff in dem unvollendet gebliebenen Kriminalfilm Shiva und die Galgenblume den Gegenspieler von Hans Albers zu verkörpern. Sambor stand 1944 in der Gottbegnadeten-Liste des Reichsministeriums für Volksaufklärung und Propaganda.
1946 wurde Samborski im heimatlichen Polen aus der dortigen Schauspielerschaft ausgestoßen und in Abwesenheit zu lebenslanger Haft wegen Kollaboration mit dem Feind verurteilt. Er floh daraufhin (möglicherweise 1948) nach Südamerika und ließ sich schließlich in Argentinien nieder, wo er 1971 starb.

## Filmografie
| - 1921: Cud nad Wisłą - 1925: Iwonka - 1928: Przedwiośnie - 1929: Policmajster Tagiejew - 1929: Szlakiem hańby - 1930: Nach Sibirien (Na Sybir) - 1930: Uroda życia - 1931: Niebezpieczny raj - 1933: Dzieje grzechu - 1933: Prokurator Alicja Horn - 1933: Szpieg w masre | - 1934: Młody Las - 1936: Pan Twardowski - 1936: Róża - 1938: Gehenna - 1938: Granica - 1939: Kłamstwo Krystyny - 1939: Żona i nie żona - 1941: Heimkehr - 1943/47: Am Ende der Welt - 1945: Shiva und die Galgenblume (unvollendet) |